# 전은회
전은회(1988년 5월 15일 - )은 대한민국의 육상 장거리달리기 선수다. 2006년 아시안 게임에 국가 대표로 출전했다.
2010년 10월 13일, 일본 요코하마에서 열린 일본체대 장거리육상대회 남자 1만m에서 28분23초62로 2위를 기록, 1986년 서울 아시안 게임에서 김종윤이 세웠던 종전 대한민국 최고 기록(28분30초54)을 24년 만에 갈아치웠다.
| 10000m 달리기 대한민국 기록 보유자 |                              |                  |
| 김종윤 28분 30초 54 (1986)         | 전은회 28분 23초 62 (2010년) | 현재 최고 기록임 |